# Michael Ward (Nordischer Kombinierer)
Michael Ward (* 23. Dezember 1992) ist ein US-amerikanischer Nordischer Kombinierer.

## Werdegang
Sein Debüt im Continental Cup der Nordischen Kombination gab Michael Ward am 12. Dezember 2009 in Soldier Hollow. In einem Gundersen-Wettkampf von der Großschanze mit einer sich daran anschließenden Langlaufdistanz über zehn Kilometer belegte er den 43. Rang. Bei den Nordischen Junioren-Skiweltmeisterschaften 2010 in Hinterzarten war sein bestes Resultat ein zehnter Platz im Teamwettbewerb gemeinsam mit Nick Hendrickson, Taylor Fletcher und Clifford Field. Sein bestes Ergebnis bei dieser Veranstaltung erreichte er 2012 im türkischen Erzurum ebenfalls im Teamwettbewerb als Achter. Seine beste Platzierung in einem Einzelwettkampf war ein neunter Rang im gleichen Jahr.
Am 14. Dezember 2012 erzielte er mit dem zweiten Platz in Soldier Hollow sein bislang bestes Ergebnis im Continental Cup. Am Ende der Saison 2012/13 stand mit Rang 37 auch sein bestes Gesamtresultat zu Buche. Am 5. Januar 2014 debütierte er im russischen Tschaikowski im Weltcup der Nordischen Kombination und belegte den 47. Platz.
Seinen bislang letzten internationalen Wettkampf absolvierte Michael Ward am 7. Februar 2016 im slowenischen Planica.

## Statistik

### Nordische Junioren-Skiweltmeisterschaften
- Hinterzarten 2010: 10. Team (HS 106/4 × 5 km), 24. Gundersen (HS 106/5 km), 42. Gundersen (HS 106/10 km)
- Otepää 2011: 36. Gundersen (HS 100/10 km), 40. Gundersen (HS 100/5 km)
- Erzurum 2012: 8. Team (HS 109/4 × 5 km), 9. Gundersen (HS 109/5 km), 26. Gundersen (HS 109/10 km)

### Continental-Cup-Platzierungen
| Saison  | Platz | Punkte |
| ------- | ----- | ------ |
| 2010/11 | 99.   | 005    |
| 2011/12 | 54.   | 058    |
| 2012/13 | 37.   | 109    |
| 2013/14 | 78.   | 012    |
| 2014/15 | 85.   | 010    |
| 2015/16 | 44.   | 088    |

### Grand-Prix-Platzierungen
| Saison | Platz | Punkte |
| ------ | ----- | ------ |
| 2015   | 46.   | 002    |